# Qiryat Ono
Onó (o, més modernament, Qiryat Ono; en hebreu, קריית אונו) és una ciutat al sud-est de Tel-Aviv, que forma part de l'àrea metropolitana de Gush Dan i del districte de Tel-Aviv.

## Història
Segons la Bíblia, Onó era un poble de la tribu de Benjamí a la Plana d'Onó (1r Cròniques 8,12). Per evitar que Nehemies reconstruís les muralles de Jerusalem, Sanbal·lat i Tobià l'hi van citar quatre vegades sense èxit per fer-lo presoner i evitar la reconstrucció.
La ciutat moderna fou fundada el 1939 per 38 famílies que van adquirir els terrenys per a crear una localitat agrícola. Deu anys després, la població de la ciutat ja arribava a les 5.000 persones, especialment gràcies a l'escassetat d'habitatge de Tel-Aviv i als nous immigrants provinents de l'Iraq i del nord de l'Àfrica. El 1962 s'hi afegí el barri de Kiron, una zona residencial d'alta densitat de població, i el 1992 obtingué l'estatus de ciutat.

## Dades estadístiques

### Demografia
Segons l'Oficina Central d'Estadística d'Israel (CBS), la població de la ciutat és un 100% jueva o no-àrab, i no hi ha un nombre significatiu d'àrabs.
L'any 2001 hi havia 11.200 homes i 12.000 dones. La població de la ciutat es compon en un 28,1% de persones de menys de 20 anys, un 15,5% de persones d'entre 20 i 29 anys, un 19,0% d'entre 30 i 44, un 18,9% d'entre 45 i 59, un 4,5% d'entre 60 i 64, i un 13,9% de majors de 65. La taxa de creixement de la població aquell mateix any era de 0,8%.

### Ingressos
Segons la CBS, l'any 2000 hi havia 9.560 empleats i 928 autònoms a la ciutat. El salari mensual mitjà de la ciutat per als empleats era de 7.648 nous shequels. El salari mitjà dels homes era de 9.706 nous shequels i el de les dones era de 5.760 nous shequels. Els ingressos mitjans dels autònoms eren de 9.778 nous shequels. 378 persones rebien prestació d'atur i 395 ajuda social.

### Ensenyament
Segons la CBS, hi ha 9 centres educatius i 3.915 estudiants a la ciutat. Hi ha 6 escoles primàries amb 1.883 estudiants i 3 escoles secundàries amb 2.032 estudiants. L'any 2001, un 60,6% dels estudiants d'últim curs de secundària es van graduar.

## Ciutats agermanades
- Dormagen (Alemanya)